# Luc Suplis
Luc Suplis (ur. 18 maja 1964 w Monceau-sur-Sambre) – belgijski judoka. Olimpijczyk z Seulu 1988, gdzie zajął 33. miejsce w wadze średniej.
Uczestnik mistrzostw świata w 1987 i w 1989. Startował w Pucharze Świata w 1989. Piąty na mistrzostwach Europy w 1988 i 1989. Zdobył trzy medale na wojskowych MŚ.

## Letnie Igrzyska Olimpijskie 1988
| Konkurencja | Rundy eliminacyjne    | Klas. końcowa |
| Konkurencja | 1/64                  | Miejsce       |
| ----------- | --------------------- | ------------- |
| 86 kg       | Densign White (GBR) P | 33.           |